# 米哈伊尔·兹温丘克
米哈伊尔·谢尔盖耶维奇·兹温丘克（羅馬化：Mikhail Sergeyevich Zvinchuk；1991年7月19日—）是一位俄罗斯军事博主。他是Telegram军事频道《渔夫》（羅馬化：Rybar'）的创办人。2019年之前，他在俄罗斯国防部新闻部门工作。